# Східна ліберальна партія
Східна ліберальна партія (яп. 東洋自由党) — невелика японська політична партія що діяла в Японській імперії.

## Історія
«Східна ліберальна партія» була заснована японським політиком Оі Кентаро в 1891 році як відокремлена від іншої японської політичної партії «Ліберальної партії» після суперечки між японськими політиками паном Оі Кентаро та паном Хоші Тору; спочатку до її складу входило чотири члени парламенту Японської імперії. Хоча партія проводила (виступала) за проведення жорсткої зовнішньої політики Японської імперії та закликала до збільшення військових витрат на армію та флот Японської імперії, вона також підтримувала розширення виборчого права та захист прав працівників.
Політична партія «Східна ліберальна партія» було розпущено у листопаді 1893 року.